# Linda Bergström (bordtennisspelare)
Linda Amanda Bergström, född 12 januari 1995 i Hässelby, är en svensk bordtennisspelare. Hon spelar för Saint Quentin Tennis de Table sedan säsongen 2023/2024. Hon deltog i OS i Tokyo 2020